# Eulophia rutenbergiana
Eulophia rutenbergiana är en orkidéart som beskrevs av Friedrich Fritz Wilhelm Ludwig Kraenzlin. Eulophia rutenbergiana ingår i släktet Eulophia och familjen orkidéer.
Artens utbredningsområde är Madagaskar. Inga underarter finns listade i Catalogue of Life.